# Olympische Zwischenspiele 1906/Leichtathletik
| Leichtathletik bei den Olympischen Zwischenspielen | Leichtathletik bei den Olympischen Zwischenspielen |
| Olympische Ringe · Leichtathletik                  | Olympische Ringe · Leichtathletik                  |
| Informationen                                      | Informationen                                      |
| -------------------------------------------------- | -------------------------------------------------- |
| Teilnehmer:                                        | 233 Athleten                                       |
| Datum:                                             | 25. April–1. Mai                                   |
| Wettkampfort:                                      | Athen                                              |
| Entscheidungen:                                    | 21                                                 |
| Olympische Ringe                                   | Leichtathletik                                     |

| Olympische Zwischenspiele 1906 Medaillenspiegel Leichtathletik | Olympische Zwischenspiele 1906 Medaillenspiegel Leichtathletik | Olympische Zwischenspiele 1906 Medaillenspiegel Leichtathletik | Olympische Zwischenspiele 1906 Medaillenspiegel Leichtathletik | Olympische Zwischenspiele 1906 Medaillenspiegel Leichtathletik | Olympische Zwischenspiele 1906 Medaillenspiegel Leichtathletik |
| Platz                                                          | Mannschaft                                                     | Goldmedaillen                                                  | Silbermedaillen                                                | Bronzemedaillen                                                | Total                                                          |
| -------------------------------------------------------------- | -------------------------------------------------------------- | -------------------------------------------------------------- | -------------------------------------------------------------- | -------------------------------------------------------------- | -------------------------------------------------------------- |
| 01                                                             | USA                                                            | 11                                                             | 11                                                             | 6                                                              | 28                                                             |
| 02                                                             | Großbritannien                                                 | 3                                                              | 5                                                              | 1                                                              | 9                                                              |
| 03                                                             | Schweden                                                       | 2                                                              | 4                                                              | 5                                                              | 11                                                             |
| 04                                                             | Ungarn                                                         | 1                                                              | 3                                                              | 1                                                              | 5                                                              |
| 05                                                             | Griechenland                                                   | 1                                                              | 2                                                              | 3                                                              | 6                                                              |
| 06                                                             | Kanada                                                         | 1                                                              | 1                                                              | —                                                              | 2                                                              |
| 07                                                             | Finnland                                                       | 1                                                              | —                                                              | 1                                                              | 2                                                              |
| 08                                                             | Frankreich                                                     | 1                                                              | —                                                              | —                                                              | 1                                                              |
| 09                                                             | Deutsches Reich                                                | —                                                              | 1                                                              | 1                                                              | 2                                                              |
| 10                                                             | Belgien                                                        | —                                                              | 1                                                              | —                                                              | 1                                                              |
| 11                                                             | Australien                                                     | —                                                              | —                                                              | 2                                                              | 2                                                              |

Bei den Olympischen Zwischenspielen 1906 in Athen fanden 21 Wettbewerbe in der Leichtathletik einschließlich Steinstoßen statt. Die Leichtathletik war gemäß dem offiziellen Programm eingebettet in die übergeordnete Sportart Athletik, in der auch Tauziehen und Tauhangeln, sowie die heutigen Sportarten Gewichtheben und Ringen vereint waren.

## Männer

### 100 m
| Platz | Athlet           | Land | Zeit (s) |
| ----- | ---------------- | ---- | -------- |
| 1     | Archie Hahn      | USA  | 11,2     |
| 2     | Fay Moulton      | USA  | 11,4     |
| 3     | Nigel Barker     | AUS  | 11,4     |
| 4     | William Eaton    | USA  | 11,5     |
| 5     | Lawson Robertson | USA  | 11,5     |
| 6     | Knut Lindberg    | SWE  | 11,8     |

Finale: 27. April

### 400 m
| Platz | Athlet                | Land | Zeit (s) |
| ----- | --------------------- | ---- | -------- |
| 1     | Paul Pilgrim          | USA  | 53,2     |
| 2     | Wyndham Halswelle     | GBR  | 53,8     |
| 3     | Nigel Barker          | AUS  | 54,1     |
| 4     | Harry Hillman         | USA  | k. A.    |
| 5     | Charles Bacon         | USA  | k. A.    |
| 6     | Fay Moulton           | USA  | k. A.    |
| 7     | William Anderson      | GBR  | k. A.    |
| 8     | Marc Bellin du Coteau | FRA  | k. A.    |

Finale: 29. April

### 800 m
| Platz | Athlet             | Land | Zeit (min) |
| ----- | ------------------ | ---- | ---------- |
| 1     | Paul Pilgrim       | USA  | 2:01,5     |
| 2     | James Lightbody    | USA  | 2:01,6     |
| 3     | Wyndham Halswelle  | GBR  | 2:03,0     |
| 4     | Percy Crabbe       | GBR  | k. A.      |
| 5     | Kristian Hellström | SWE  | k. A.      |
| 6     | Charles Bacon      | USA  | k. A.      |
| 7     | Eli Parsons        | USA  | k. A.      |
|       | Johannes Runge     | GER  | DNF        |

Finale: 30. April

### 1500 m
| Platz | Athlet             | Land | Zeit (min) |
| ----- | ------------------ | ---- | ---------- |
| 1     | James Lightbody    | USA  | 4:12,0     |
| 2     | John McGough       | GBR  | 4:12,6     |
| 3     | Kristian Hellström | SWE  | 4:13,4     |
| 4     | Greg Wheatley      | AUS  | 4:15,6     |
| 5     | James Sullivan     | USA  | 4:25,0     |
| 6     | George Bonhag      | USA  | 4:26,0     |
| AC    | Percy Crabbe       | GBR  | k. A.      |
| AC    | Harvey Cohn        | USA  | k. A.      |

Finale: 30. April

### 5 Meilen (8047 m)
| Platz | Athlet           | Land | Zeit (min) |
| ----- | ---------------- | ---- | ---------- |
| 1     | Henry Hawtrey    | GBR  | 26:11,8    |
| 2     | John Svanberg    | SWE  | 26:19,4    |
| 3     | Edward Dahl      | SWE  | 26:26,2    |
| 4     | George Bonhag    | USA  | k. A.      |
| 5     | Pericle Pagliani | ITA  | k. A.      |
| 6     | George Blake     | AUS  | k. A.      |

25. April
John Daly (GBR) lief auf dem dritten Platz ein, wurde aber disqualifiziert, weil er Dahl behindert hatte (offenbar nicht aus Absicht, sondern weil er erschöpft ins Schwanken geriet).

### Marathon
| Platz | Athlet                | Land | Zeit (h) |
| ----- | --------------------- | ---- | -------- |
| 1     | Billy Sherring        | CAN  | 2:51:24  |
| 2     | John Svanberg         | SWE  | 2:58:21  |
| 3     | William Frank         | USA  | 3:00:47  |
| 4     | Gustaf Törnros        | SWE  | 3:01:00  |
| 5     | Ioannis Alepous       | GRE  | 3:09:26  |
| 6     | George Blake          | AUS  | 3:09:35  |
| 7     | Konstantinos Karvelas | GRE  | 3:15:54  |
| 8     | André Roffi           | FRA  | 3:17:50  |

1. Mai
Streckenlänge: 41,86 km

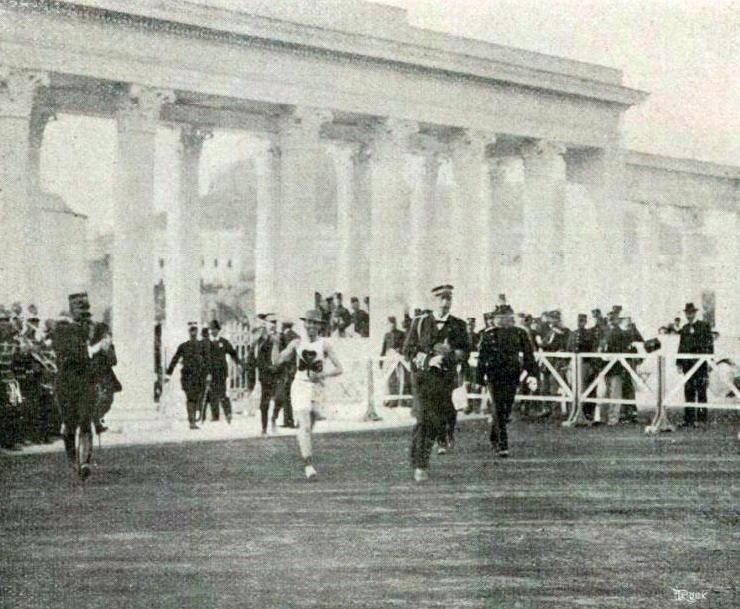
Zieleinlauf beim Marathon

Erstmals starteten deutsche Sportler bei einem olympischen Marathon. Hermann Müller wurde Neunter (Zeit nicht genau überliefert) von 15 Athleten, die den Lauf beendeten, Robert Sennecke gab auf.

### 1500 m Bahngehen
| Platz | Athlet                  | Land | Zeit (min) |
| ----- | ----------------------- | ---- | ---------- |
| 1     | George Bonhag           | USA  | 7:12,6     |
| 2     | Donald Linden           | CAN  | 7:19,8     |
| 3     | Konstandinos Spetsiotis | GRE  | 7:22,0     |
| 4     | Georgios Saridakis      | GRE  | k. A.      |
| 5     | Charilaos Vasilakos     | GRE  | k. A.      |
| 6     | Alexandros Kouris       | GRE  | k. A.      |
| 7     | György Sztantics        | HUN  | k. A.      |

30. April

### 3000 m Bahngehen
| Platz | Athlet                  | Land | Zeit (min) |
| ----- | ----------------------- | ---- | ---------- |
| 1     | György Sztantics        | HUN  | 15:13,2    |
| 2     | Hermann Müller          | GER  | 15:20,0    |
| 3     | Georgios Saridakis      | GRE  | 15:33,0    |
| 4     | Pandelis Ektoros        | GRE  | k. A.      |
| 5     | Ioannis Panagoulopoulos | GRE  | k. A.      |

Finale: 1. Mai

### 110 m Hürden
| Platz | Athlet          | Land | Zeit (s) |
| ----- | --------------- | ---- | -------- |
| 1     | Robert Leavitt  | USA  | 16,2     |
| 2     | Alfred Healey   | GBR  | 16,2     |
| 3     | Vincenz Duncker | GER  | 16,3     |
| 4     | Hugo Friend     | USA  | 16,4     |
| 5     | Henri Molinié   | FRA  | k. A.    |

Finale: 1. Mai

### Hochsprung
| Platz | Athlet                | Land | Höhe (m) |
| ----- | --------------------- | ---- | -------- |
| 1     | Con Leahy             | GBR  | 1,775    |
| 2     | Lajos Gönczy          | HUN  | 1,75     |
| 3     | Herbert Kerrigan      | USA  | 1,725    |
| 3     | Themistoklis Diakidis | GRE  | 1,725    |
| 5     | Gunnar Rönström       | SWE  | 1,70     |
| 6     | Bruno Söderström      | SWE  | 1,675    |
| 6     | Halfdan Bjølgerud     | NOR  | 1,675    |
| 8     | Paul Weinstein        | GER  | 1,65     |

30. April und 1. Mai
Die Messung (Steigerung) erfolgte im Abstand von zweieinhalb Zentimetern.

### Standhochsprung
| Platz | Athlet                | Land | Höhe (m) |
| ----- | --------------------- | ---- | -------- |
| 1     | Ray Ewry              | USA  | 1,56     |
| 2     | Martin Sheridan       | USA  | 1,40     |
| 2     | Léon Dupont           | BEL  | 1,40     |
| 2     | Lawson Robertson      | USA  | 1,40     |
| 5     | Lajos Gönczy          | HUN  | 1,35     |
| 6     | Kostas Tsiklitiras    | GRE  | 1,30     |
| 7     | Themistoklis Diakidis | GRE  | 1,25     |
| 7     | Paul Weinstein        | GER  | 1,25     |

1. Mai

### Stabhochsprung
| Platz | Athlet                 | Land | Höhe (m) |
| ----- | ---------------------- | ---- | -------- |
| 1     | Fernand Gonder         | FRA  | 3,50     |
| 2     | Bruno Söderström       | SWE  | 3,40     |
| 3     | Edward Glover          | USA  | 3,35     |
| 4     | Theodoros Makris       | GRE  | 3,25     |
| 5     | Heikki Åhlman          | FIN  | 3,00     |
| 5     | Georgios Banikas       | GRE  | 3,00     |
| 5     | Otto Haug              | NOR  | 3,00     |
| 5     | Imre Kiss              | HUN  | 3,00     |
| 5     | Stefanos Koundouriotis | GRE  | 3,00     |

25. April

### Weitsprung
| Platz | Athlet            | Land | Weite (m) |
| ----- | ----------------- | ---- | --------- |
| 1     | Meyer Prinstein   | USA  | 7,20      |
| 2     | Peter O’Connor    | GBR  | 7,025     |
| 3     | Hugo Friend       | USA  | 6,96      |
| 4     | Hjalmar Mellander | SWE  | 6,585     |
| 5     | Sidney Abrahams   | GBR  | 6,21      |
| 6     | Thomas Cronan     | USA  | 6,185     |
| 7     | Gunnar Rönström   | SWE  | 6,15      |
| 8     | István Somodi     | HUN  | 6,045     |

Finale: 27. April
Es wurde auf halbe Zentimeter genau gemessen.

### Standweitsprung
| Platz | Athlet              | Land | Weite (m) |
| ----- | ------------------- | ---- | --------- |
| 1     | Ray Ewry            | USA  | 3,30      |
| 2     | Martin Sheridan     | USA  | 3,095     |
| 3     | Lawson Robertson    | USA  | 3,05      |
| 4     | Léon Dupont         | BEL  | 2,975     |
| 5     | Axel Ljung          | SWE  | 2,955     |
| 6     | István Somodi       | HUN  | 2,86      |
| 7     | Alexandros Touferis | GRE  | 2,855     |
| 8     | Kostas Tsiklitiras  | GRE  | 2,84      |

27. April
Es wurde auf halbe Zentimeter genau gemessen.

### Dreisprung
| Platz | Athlet               | Land | Weite (m) |
| ----- | -------------------- | ---- | --------- |
| 1     | Peter O’Connor       | GBR  | 14,075    |
| 2     | Con Leahy            | GBR  | 13,98     |
| 3     | Thomas Cronan        | USA  | 13,70     |
| 4     | Oscar Guttormsen     | NOR  | 13,34     |
| 5     | Dimitrios Müller     | GRE  | 13,125    |
| 6     | Francis Connolly     | USA  | 12,75     |
| 7     | Vasilios Stournaras  | GRE  | 12,725    |
| 8     | Carl Alfred Pedersen | NOR  | 12,68     |

Finale: 30. April
Es wurde auf halbe Zentimeter genau gemessen.

### Kugelstoßen
| Platz | Athlet                | Land | Weite (m) |
| ----- | --------------------- | ---- | --------- |
| 1     | Martin Sheridan       | USA  | 12,325    |
| 2     | Mihály Dávid          | HUN  | 11,83     |
| 3     | Eric Lemming          | SWE  | 11,26     |
| 4     | André Tison           | FRA  | 11,02     |
| 5     | Vasilios Papageorgiou | GRE  | 11,00     |

27. April
Es wurde auf halbe Zentimeter genau gemessen. Der Abstoßring war sechs Zentimeter erhöht und hatte einen Durchmesser von 2,00 Metern. Die Kugel aus Eisen hatte ein Gewicht von 7,26 Kilogramm.

### Diskuswurf
| Platz | Athlet              | Land | Weite (m)  |
| ----- | ------------------- | ---- | ---------- |
| 1     | Martin Sheridan     | USA  | 41,46 (OR) |
| 2     | Nikolaos Georgandas | GRE  | 38,06      |
| 3     | Verner Järvinen     | FIN  | 36,82      |
| 4     | Eric Lemming        | SWE  | 35,62      |
| 5     | André Tison         | FRA  | 34,81      |

25. April
Der Abwurfring war sechs Zentimeter erhöht und hatte einen Durchmesser von 2,50 Metern.

### Diskuswurf (griechischer Stil)
| Platz | Athlet              | Land | Weite (m) |
| ----- | ------------------- | ---- | --------- |
| 1     | Verner Järvinen     | FIN  | 35,17     |
| 2     | Nikolaos Georgandas | GRE  | 32,80     |
| 3     | István Mudin        | HUN  | 31,91     |
| 4     | Martin Sheridan     | USA  | 31,50     |
| 5     | György Luntzer      | HUN  | 30,26     |
| 6     | František Souček    | BOH  | 27,55     |
| 7     | Miroslav Šustera    | BOH  | 27,08     |

1. Mai
Der Wurf hatte aus dem Stand (Blick in Wurfrichtung) zu erfolgen. Nach dem Abwurf musste ein Sprung nach vorn absolviert werden. Der Abwurf wurde von einem erhöhten und nach vorn schräg abfallenden Podium mit einer Größe von 80 Zentimeter mal 70 Zentimeter vorgenommen. Der mit Eisen gefüllte Holzdiskus wog zwei Kilogramm. Es mussten alle Athleten mit demselben Gerät werfen.

### Speerwurf
| Platz | Athlet            | Land | Weite (m)  |
| ----- | ----------------- | ---- | ---------- |
| 1     | Eric Lemming      | SWE  | 53,90 (WR) |
| 2     | Knut Lindberg     | SWE  | 45,17      |
| 3     | Bruno Söderström  | SWE  | 44,92      |
| 4     | Hjalmar Mellander | SWE  | 44,30      |
| 5     | Verner Järvinen   | FIN  | 44,25      |
| 6     | Arne Halse        | NOR  | 43,60      |
| 7     | Conrad Carlsrud   | NOR  | k. A.      |

26. April

### Steinstoßen
| Platz | Athlet              | Land | Weite (m) |
| ----- | ------------------- | ---- | --------- |
| 1     | Nikolaos Georgandas | GRE  | 19,925    |
| 2     | Martin Sheridan     | USA  | 19,035    |
| 3     | Michalis Dorizas    | GRE  | 18,585    |
| 4     | Eric Lemming        | SWE  | 18,21     |

Am 27. April wurde ein Wettbewerb im Steinstoßen ausgetragen. Insgesamt nahmen 16 Athleten aus acht Ländern teil. Es wurde auf halbe Zentimeter genau gemessen. Der „Stein“, ein Eisenquader mit einem Gewicht von 6,4 Kilogramm, konnte mit Anlauf geworfen werden, wobei der Abwurf vor der Abwurflinie zu erfolgen hatte, diese danach jedoch straffrei überlaufen werden durfte.
Es war das erste und bisher letzte Mal, dass ein Wettbewerb im Steinstoßen bei Olympischen Spielen ausgetragen wurde.

### Fünfkampf
| Platz | Athlet            | Land | Punkte |
| ----- | ----------------- | ---- | ------ |
| 1     | Hjalmar Mellander | SWE  | 24     |
| 2     | István Mudin      | HUN  | 25     |
| 3     | Eric Lemming      | SWE  | 29     |
| 4     | Uno Häggman       | FIN  | 34     |
| 5     | Lawson Robertson  | USA  | 36     |
| 6     | Knut Lindberg     | SWE  | 37     |
| 7     | Edward Archibald  | CAN  | k. A.  |
| 8     | Julius Wagner     | GER  | k. A.  |

Der Wettkampf bestand aus Standweitsprung, Diskuswurf (griechisch), Speerwurf, 192-Meter-Lauf und Ringen (in dieser Reihenfolge). Nur die besten acht Athleten nach drei Disziplinen durften am Lauf teilnehmen. Die sechs schnellsten Läufer bestritten dann am nächsten Tag das Ringen.